# Vall de Broto
La Vall de Broto és una depressió allargada (33 quilòmetres) de la superfície terrestre recorreguda per la part alta de la conca del riu Ara. Està situada a l'alt Pirineu aragonès, a la comarca del Sobrarb d'Aragó.

## Clima

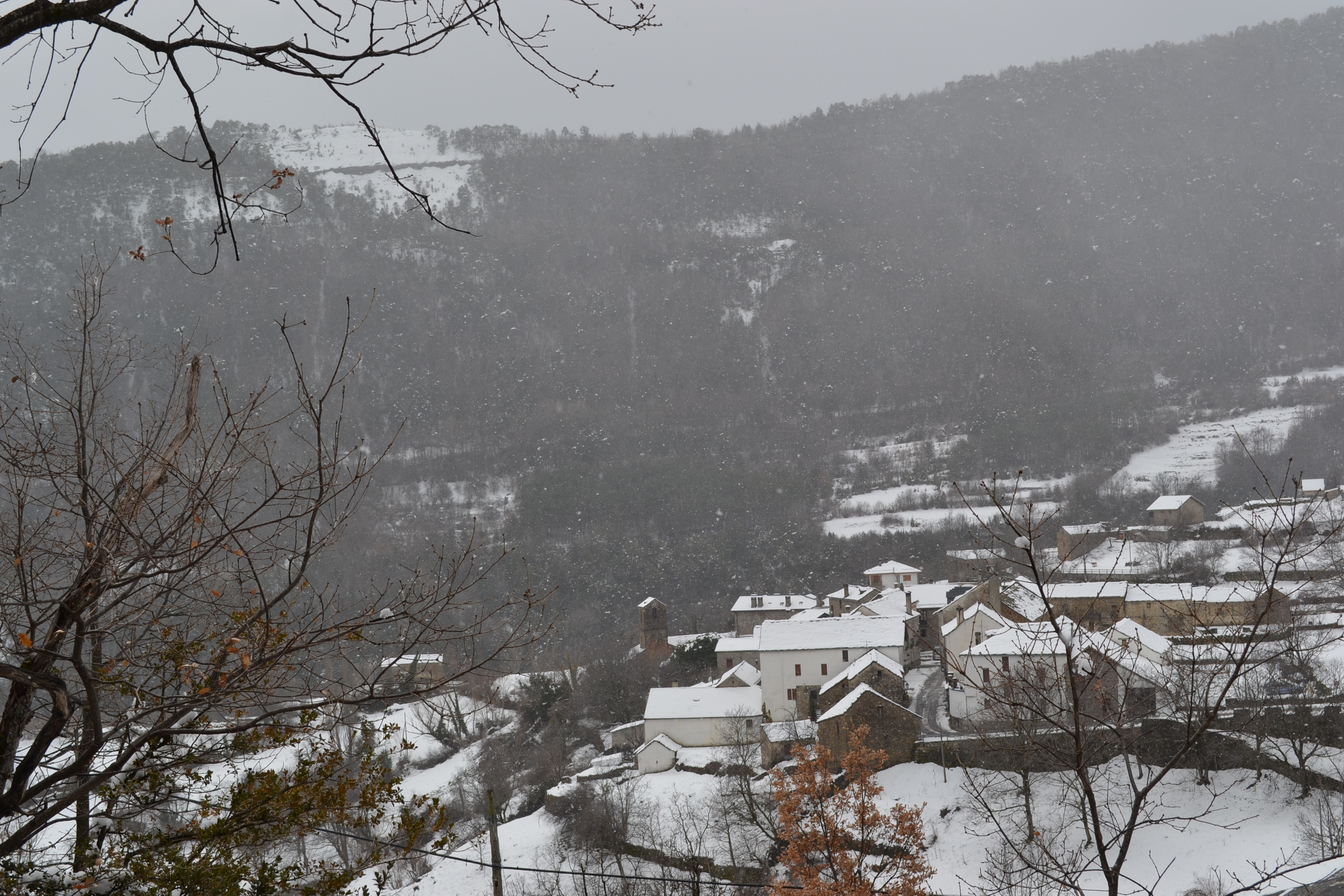
Fragen

Clima de muntanya amb gran diferències entre els cims i la part baixa d'aquests. Les mitjanes tèrmiques mensuals van dels 2,3 °C en el mes més fred, i de 18 °C en el mes més càlid. Les precipitacions anuals, moltes en forma de neu, oscil·len entre els 1179 litres de Broto i els 1470 de Torla.

## Economia
El turisme és la primera activitat econòmica. Les riques pastures de les muntanyes són aprofitades per la ramaderia.

## Entitats de població de la vall

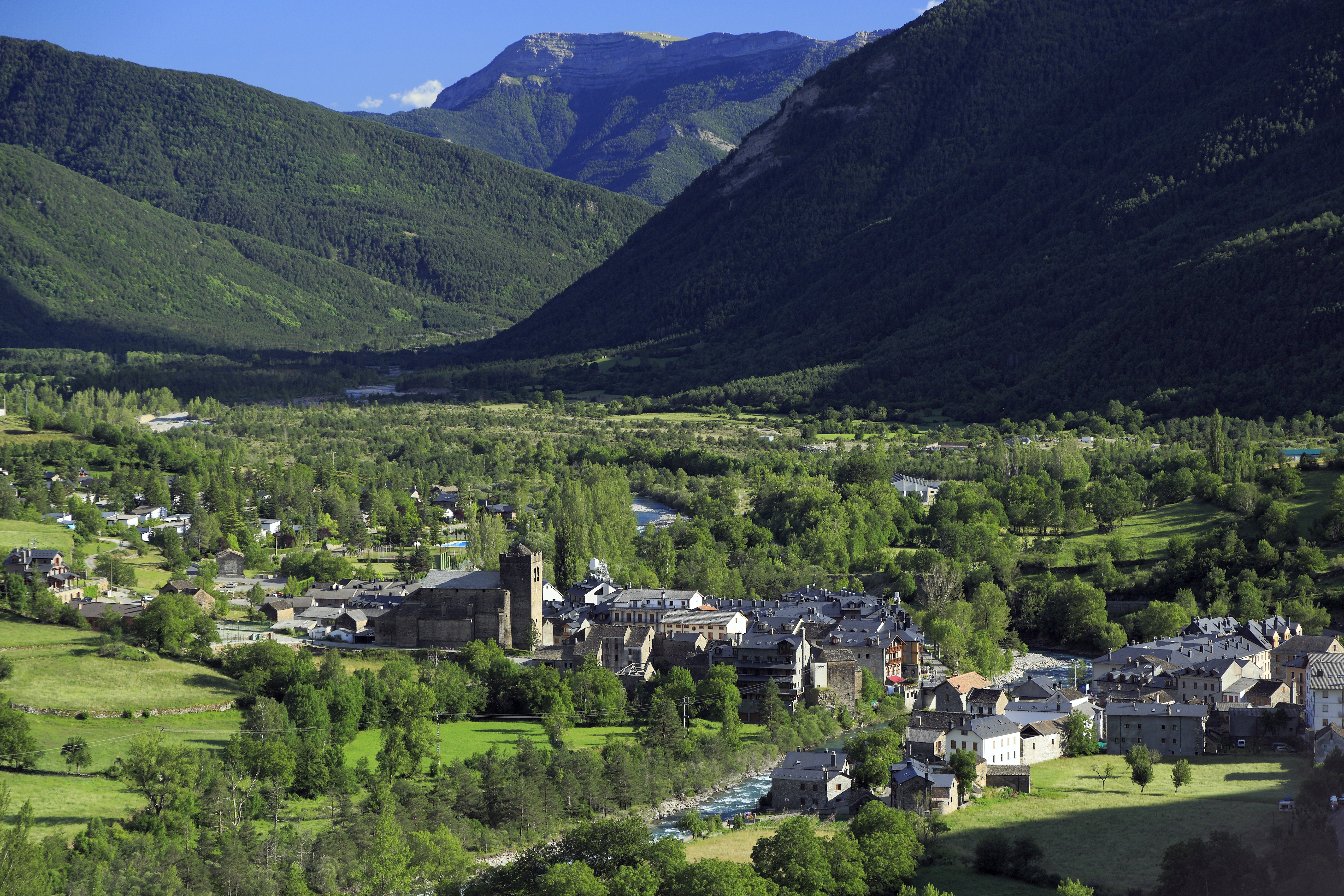
Broto

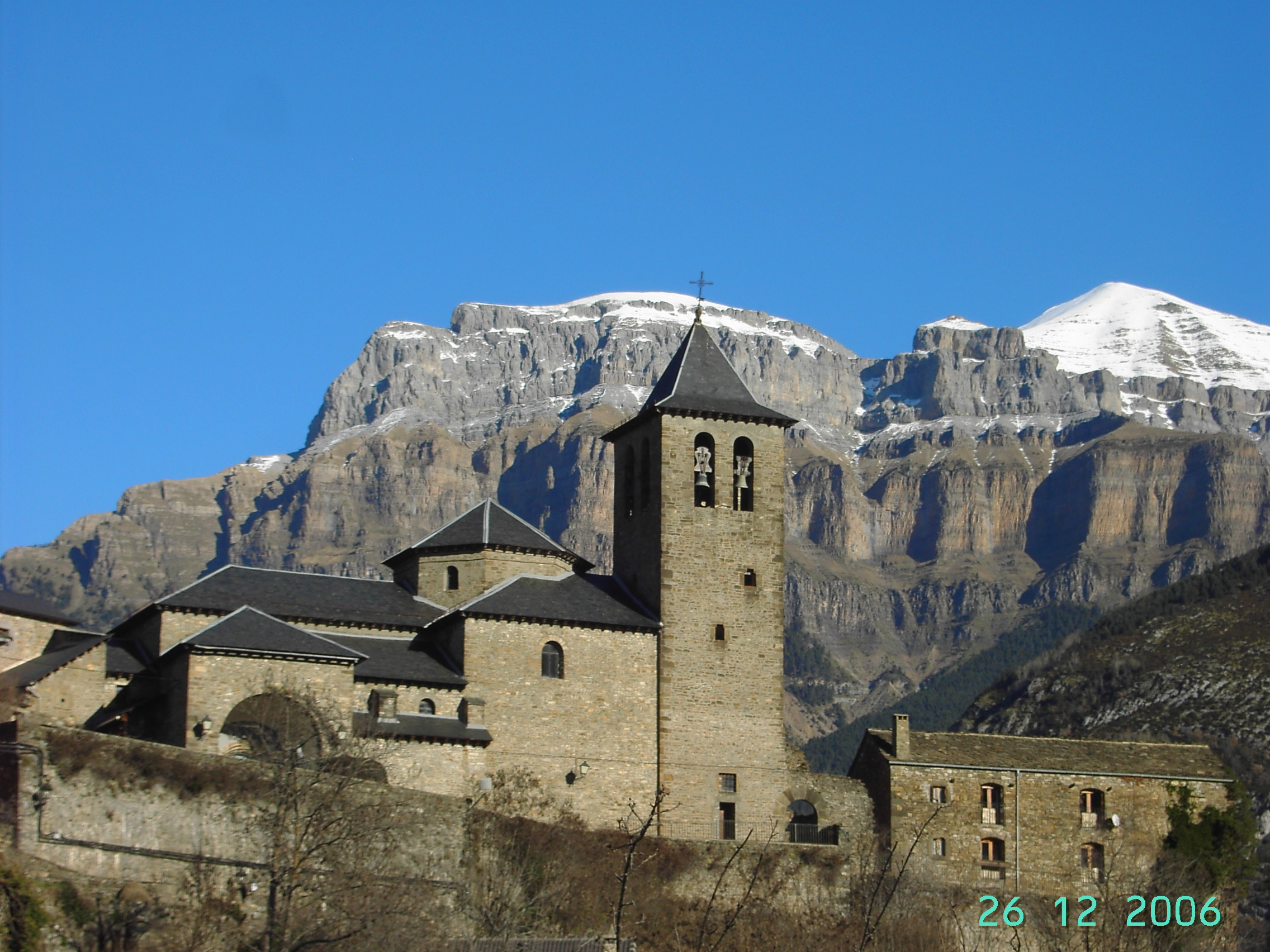
Torla

A la vall hi viuen 1255 habitants, distribuïts entre els nuclis següents:

### Municipi de Broto
- Broto. Cap municipal.[3]
  - Asín de Broto. Està situat a 1187 metres d'altitud.[4]
  - Buesa. Està situat a 1135 metres sobre el nivell del mar.[5]
  - Oto. Està situat a 913 metres d'altitud, a un quilòmetre de Broto dalt d'un turonet.[6]
  - Sarvisé. Està situat a 913 metres sobre el nivell del mar.[7]

### Municipi de Torla
- Torla.[8]
  - Linas de Broto.[9]
  - Fragen.[10]
  - Viu.[11]